# Sorocea
Sorocea, biljni rod iz porodice dudovki. Postoji 22 vrste u Srednjoj i Južnoj Americi.

## Vrste
1. Sorocea affinis Hemsl.
2. Sorocea angustifolia Al.Santos & Romaniuc
3. Sorocea bonplandii (Baill.) W.C.Burger, Lanj. & de Boer
4. Sorocea briquetii J.F.Macbr.
5. Sorocea carautana M.D.M.Vianna, Carrijo & Romaniuc
6. Sorocea duckei W.C.Burger
7. Sorocea ganevii R.M.Castro
8. Sorocea guilleminiana Gaudich.
9. Sorocea hilarii Gaudich.
10. Sorocea jaramilloi C.C.Berg
11. Sorocea jureiana Romaniuc
12. Sorocea klotzschiana Baill.
13. Sorocea longipedicellata A.F.P.Machado, M.D.M.Vianna & Romaniuc
14. Sorocea muriculata Miq.
15. Sorocea pubivena Hemsl.
16. Sorocea racemosa Gaudich.
17. Sorocea ruminata C.C.Berg
18. Sorocea sarcocarpa Lanj. & Wess.Boer
19. Sorocea sprucei (Baill.) J.F.Macbr.
20. Sorocea steinbachii C.C.Berg
21. Sorocea subumbellata (C.C.Berg) Cornejo
22. Sorocea trophoides W.C.Burger

## Sinonimi
- Paraclarisia Ducke
- Pseudosorocea Baill.
- Trophisomia Rojas

1. ↑  Plants of the World online Pristupljeno 18. siječnja 2022.